# Aníbal Quijano
Anibal Quijano (Yungay, 17 novembre 1928 – Lima, 31 maggio 2018) è stato un sociologo peruviano.
Direttore del "Centro de Investigaciones Sociales" (CIE) di Lima, dirige l'"Anuario Mariateguiano" ed è professore presso il Dipartimento di Sociologia della Binghmanton University. Ha insegnato anche alla Columbia University, a Berkeley, ad Hannover e presso la Universidad Autónoma de México.
Studioso dell'opera di José Carlos Mariátegui, si è occupato soprattutto di teorie della dipendenza, di imperialismo e ha sviluppato ricerche originali sulla cultura e identità latinoamericane. Autore di numerosi saggi sulle trasformazioni agrarie, sui movimenti contadini, e sul processo di urbanizzazione in America latina, recentemente ha proposto la categoria di "colonialità del potere" come chiave di lettura della modernità e del sistema mondo.
I suoi scritti sono stati editi in diversi paesi dell'America latina (in lingua originale) e tradotti in sette lingue.

## Opere principali
- (IT)  Lotte contadine in America Latina. I movimenti contadini contemporanei, tradizione di Saverio Tutino, Milano, Libreria Feltrinelli, 1969.
- Nacionalismo, neoimperialismo y militarismo en el Perú, Buenos Aires, Ediciones Periferia, 1971.
- (EN)  Nationalism & capitalism in Peru; a study in neo-imperialism, New York, Monthly Review Press, 1971.
- Crisis imperialista y clase obrera en América Latina, Lima, Perugraph editores, 1974.
- Populismo, marginalizacion y dependencia: ensayos de interpretacion sociologica, con Francisco Weffort, Costa Rica, EDUCA, 1976.
- Clase obrera en America Latina, EDUCA, 1976.
- Imperialismo y "marginalidad" en America Latina, Lima, Mosca Azul Editores, 1977.
- Dependencia urbanizacion y cambio social en Latinoamerica, Lima, Mosca Azul Editores, 1977.
- Imperialismo, clases sociales y estado en el Peru: 1890-1930, Lima, Mosca Azul Editores, 1978.
- Problema agrario y movimientos campesinos, Lima, Mosca Azul Editores, 1979.
- Dominacion y cultura. Lo cholo y el conflicto cultural en el Perú, Lima, Mosca Azul Editores, 1980.
- Reecuentro y debate: una introduccion a Mariategui Lima, Mosca Azul Editores, 1981.
- Clase obrera en América Latina San José, Editorial universitaria centroamericana, 1982.
- José Carlos Mariátegui,  Textos basicos, curatela, Mexico, Fondo de cultura economica, 1991.
- Modernidad, identidad y utopia en America Latina, Quito, Editorial El Conejo, 1990. ́